# Нарандиба
Нарандиба (порт. Narandiba)  —  муниципалитет в Бразилии, входит в штат Сан-Паулу. Составная часть мезорегиона Президенти-Пруденти. Входит в экономико-статистический  микрорегион Президенти-Пруденти. Население составляет 4190 человек на 2006 год. Занимает площадь 358,139 км². Плотность населения — 11,7 чел./км².

## Статистика
- Валовой внутренний продукт на 2003 составляет 32.613.320,00 реалов (данные: Бразильский институт географии и статистики).
- Валовой внутренний продукт на душу населения на 2003 составляет 8.184,02 реалов (данные: Бразильский институт географии и статистики).
- Индекс развития человеческого потенциала на 2000 составляет 0,763 (данные: Программа развития ООН).